# Cofidis (ciclisme femení)
L'equip de ciclisme femení Cofidis és un equip de ciclisme femení francès establert el 2021. És de categoria UCI Women's ProTeam, la segona divisió del ciclisme femení. És la secció femenina de l'equip homònim masculí.

## Classificacions UCI
Aquesta taula mostra la plaça de l'equip a la classificació de la Unió Ciclista Internacional a final de temporada i també la millor ciclista en la classificació individual de cada temporada.
| Rànquing UCI | Rànquing UCI     | Rànquing UCI                | Rànquing UCI |
| Any          | Rànquing d'equip | Millor ciclista al rànquing |              |
| ------------ | ---------------- | --------------------------- | ------------ |
| 2022         | 28è              | Clara Koppenburg (138è)     |              |
| 2023         | 18è              | Clara Koppenburg (75è)      |              |
| 2024         | 19è              | Victoire Berteau (47è)      |              |
|              |                  |                             |              |
| Font: UCI    |                  |                             |              |

La taula següent mostra el rànquing de l'equip a la UCI World Tour femení, així com la seva millor ciclista en el rànquing individual.
| UCI World Tour | UCI World Tour   | UCI World Tour              | UCI World Tour |
| Any            | Rànquing d'equip | Millor ciclista al rànquing |                |
| -------------- | ---------------- | --------------------------- | -------------- |
| 2022           | 22è              | Rachel Neylan (109è)        |                |
| 2023           | 20è              | Clara Koppenburg (97è)      |                |
| 2024           | 18è              | Victoire Berteau (58è)      |                |
|                |                  |                             |                |
| Font: UCI      |                  |                             |                |

## Composició de l'equip
| \| Llista de l'equip 2025 \| Llista de l'equip 2025 \| Llista de l'equip 2025 \| Llista de l'equip 2025 \| \| Ciclista \| Data de naixement \| Equip previ \| \| \| ------------------------------ \| ---------------------- \| -------------------------------------- \| ---------------------- \| \| Martina Alzini \| 10 de febrer de 1997 \| Valcar-Travel & Service (2021) \| \| \| Julie Bego \| 9 de gener de 2005 \| Chambéry Cyclisme Compétition (2023) \| \| \| Victoire Berteau \| 16 de agost de 2000 \| Doltcini-Van Eyck-Proximus (2021) \| \| \| Marion Borras \| 24 de novembre de 1997 \| St Michel-Mavic-Auber 93 (2024) \| \| \| Flavie Boulais \| 6 de juny de 2003 \| Elles-Groupama-Pays de la Loire (2022) \| \| \| Eugenia Bujak \| 25 de juny de 1989 \| UAE Team ADQ (2024) \| \| \| Ema Comte (1 de ago–31 de des) \| 24 de març de 2005 \| Team Féminin Chambéry (2025) \| \| \| Amalie Dideriksen \| 24 de maig de 1996 \| Uno-X Mobility (2024) \| \| \| Valentine Fortin \| 24 de abril de 1999 \| St Michel-Auber 93 (2021) \| \| \| Victorie Guilman \| 25 de març de 1996 \| St Michel-Mavic-Auber 93 (2024) \| \| \| Špela Kern \| 24 de febrer de 1990 \| Massi Tactic (2022) \| \| \| Clara Koppenburg \| 3 de agost de 1995 \| EF-Oatly-Cannondale (2024) \| \| \| Hannah Ludwig \| 15 de febrer de 2000 \| Uno-X Pro Cycling Team (2023) \| \| \| Lise Ménage \| 26 de agost de 2004 \| \| \| \| Nikola Nosková \| 1 de juliol de 1997 \| Massi Tactic (2023) \| \| \| Nadia Quagliotto \| 22 de març de 1997 \| Laboral Kutxa-Fundación Euskadi (2024) \| \| \| Kirstie van Haaften \| 21 de gener de 1999 \| Parkhotel Valkenburg (2023) \| \| \| \| \| \| \| \| Font: ProCyclingStats \| \| \| \| |                        |                                        |  |
| Llista de l'equip 2025 |                        |                                        |  |
| Ciclista | Data de naixement      | Equip previ                            |  |
| Martina Alzini | 10 de febrer de 1997   | Valcar-Travel & Service (2021)         |  |
| Julie Bego | 9 de gener de 2005     | Chambéry Cyclisme Compétition (2023)   |  |
| Victoire Berteau | 16 de agost de 2000    | Doltcini-Van Eyck-Proximus (2021)      |  |
| Marion Borras | 24 de novembre de 1997 | St Michel-Mavic-Auber 93 (2024)        |  |
| Flavie Boulais | 6 de juny de 2003      | Elles-Groupama-Pays de la Loire (2022) |  |
| Eugenia Bujak | 25 de juny de 1989     | UAE Team ADQ (2024)                    |  |
| Ema Comte (1 de ago–31 de des) | 24 de març de 2005     | Team Féminin Chambéry (2025)           |  |
| Amalie Dideriksen | 24 de maig de 1996     | Uno-X Mobility (2024)                  |  |
| Valentine Fortin | 24 de abril de 1999    | St Michel-Auber 93 (2021)              |  |
| Victorie Guilman | 25 de març de 1996     | St Michel-Mavic-Auber 93 (2024)        |  |
| Špela Kern | 24 de febrer de 1990   | Massi Tactic (2022)                    |  |
| Clara Koppenburg | 3 de agost de 1995     | EF-Oatly-Cannondale (2024)             |  |
| Hannah Ludwig | 15 de febrer de 2000   | Uno-X Pro Cycling Team (2023)          |  |
| Lise Ménage | 26 de agost de 2004    |                                        |  |
| Nikola Nosková | 1 de juliol de 1997    | Massi Tactic (2023)                    |  |
| Nadia Quagliotto | 22 de març de 1997     | Laboral Kutxa-Fundación Euskadi (2024) |  |
| Kirstie van Haaften | 21 de gener de 1999    | Parkhotel Valkenburg (2023)            |  |
| |                        |                                        |  |
| Font: ProCyclingStats |                        |                                        |  |

| \| Llista de l'equip 2024 \| Llista de l'equip 2024 \| Llista de l'equip 2024 \| Llista de l'equip 2024 \| \| Ciclista \| Data de naixement \| Equip previ \| \| \| ------------------------------------ \| ---------------------- \| ---------------------------------------- \| ---------------------- \| \| Martina Alzini \| 10 de febrer de 1997 \| Valcar-Travel & Service (2021) \| \| \| Julie Bego \| 9 de gener de 2005 \| Chambéry Cyclisme Compétition (2023) \| \| \| Victoire Berteau \| 16 de agost de 2000 \| Doltcini-Van Eyck-Proximus (2021) \| \| \| Flavie Boulais \| 6 de juny de 2003 \| Elles-Groupama-Pays de la Loire (2022) \| \| \| Alana Castrique (1 de gen–16 de oct) \| 8 de maig de 1999 \| Lotto Soudal Ladies (2021) \| \| \| Morgane Coston \| 28 de desembre de 1990 \| Arkéa Pro Cycling Team (2022) \| \| \| Séverine Eraud \| 24 de febrer de 1995 \| Stade Rochelais Charente-Maritime (2022) \| \| \| Valentine Fortin \| 24 de abril de 1999 \| St Michel-Auber 93 (2021) \| \| \| Špela Kern \| 24 de febrer de 1990 \| Massi Tactic (2022) \| \| \| Hannah Ludwig \| 15 de febrer de 2000 \| Uno-X Pro Cycling Team (2023) \| \| \| Lise Ménage \| 26 de agost de 2004 \| \| \| \| Nikola Nosková \| 1 de juliol de 1997 \| Massi Tactic (2023) \| \| \| Sarah Roy \| 27 de febrer de 1986 \| Canyon-SRAM Racing (2023) \| \| \| Josie Talbot \| 9 de agost de 1996 \| Farto-BTC (2022) \| \| \| Kirstie van Haaften \| 21 de gener de 1999 \| Parkhotel Valkenburg (2023) \| \| \| \| \| \| \| \| Font: ProCyclingStats \| \| \| \| |                        |                                          |  |
| Llista de l'equip 2024 |                        |                                          |  |
| Ciclista | Data de naixement      | Equip previ                              |  |
| Martina Alzini | 10 de febrer de 1997   | Valcar-Travel & Service (2021)           |  |
| Julie Bego | 9 de gener de 2005     | Chambéry Cyclisme Compétition (2023)     |  |
| Victoire Berteau | 16 de agost de 2000    | Doltcini-Van Eyck-Proximus (2021)        |  |
| Flavie Boulais | 6 de juny de 2003      | Elles-Groupama-Pays de la Loire (2022)   |  |
| Alana Castrique (1 de gen–16 de oct) | 8 de maig de 1999      | Lotto Soudal Ladies (2021)               |  |
| Morgane Coston | 28 de desembre de 1990 | Arkéa Pro Cycling Team (2022)            |  |
| Séverine Eraud | 24 de febrer de 1995   | Stade Rochelais Charente-Maritime (2022) |  |
| Valentine Fortin | 24 de abril de 1999    | St Michel-Auber 93 (2021)                |  |
| Špela Kern | 24 de febrer de 1990   | Massi Tactic (2022)                      |  |
| Hannah Ludwig | 15 de febrer de 2000   | Uno-X Pro Cycling Team (2023)            |  |
| Lise Ménage | 26 de agost de 2004    |                                          |  |
| Nikola Nosková | 1 de juliol de 1997    | Massi Tactic (2023)                      |  |
| Sarah Roy | 27 de febrer de 1986   | Canyon-SRAM Racing (2023)                |  |
| Josie Talbot | 9 de agost de 1996     | Farto-BTC (2022)                         |  |
| Kirstie van Haaften | 21 de gener de 1999    | Parkhotel Valkenburg (2023)              |  |
| |                        |                                          |  |
| Font: ProCyclingStats |                        |                                          |  |

| \| Llista de l'equip 2023 \| Llista de l'equip 2023 \| Llista de l'equip 2023 \| Llista de l'equip 2023 \| \| Ciclista \| Data de naixement \| Equip previ \| \| \| ------------------------------------------ \| ---------------------- \| ---------------------------------------- \| ---------------------- \| \| Martina Alzini \| 10 de febrer de 1997 \| Valcar-Travel & Service (2021) \| \| \| Victoire Berteau \| 16 de agost de 2000 \| Doltcini-Van Eyck-Proximus (2021) \| \| \| Flavie Boulais \| 6 de juny de 2003 \| Elles-Groupama-Pays de la Loire (2022) \| \| \| Alana Castrique \| 8 de maig de 1999 \| Lotto Soudal Ladies (2021) \| \| \| Morgane Coston \| 28 de desembre de 1990 \| Arkéa Pro Cycling Team (2022) \| \| \| Séverine Eraud \| 24 de febrer de 1995 \| Stade Rochelais Charente-Maritime (2022) \| \| \| Valentine Fortin \| 24 de abril de 1999 \| St Michel-Auber 93 (2021) \| \| \| Špela Kern \| 24 de febrer de 1990 \| Massi Tactic (2022) \| \| \| Clara Koppenburg \| 3 de agost de 1995 \| Rally Cycling (2021) \| \| \| Rachel Neylan \| 9 de març de 1982 \| Parkhotel Valkenburg (2021) \| \| \| Gabrielle Pilote Fortin \| 26 de abril de 1993 \| Massi Tactic (2021) \| \| \| Josie Talbot \| 9 de agost de 1996 \| Farto-BTC (2022) \| \| \| Lise Ménage (1 de ago–31 de des, aprenent) \| 26 de agost de 2004 \| \| \| \| Julie Bego (1 de ago–31 de des, aprenent) \| 9 de gener de 2005 \| Chambéry Cyclisme Compétition (2023) \| \| \| \| \| \| \| \| Font: ProCyclingStats \| \| \| \| |                        |                                          |  |
| Llista de l'equip 2023 |                        |                                          |  |
| Ciclista | Data de naixement      | Equip previ                              |  |
| Martina Alzini | 10 de febrer de 1997   | Valcar-Travel & Service (2021)           |  |
| Victoire Berteau | 16 de agost de 2000    | Doltcini-Van Eyck-Proximus (2021)        |  |
| Flavie Boulais | 6 de juny de 2003      | Elles-Groupama-Pays de la Loire (2022)   |  |
| Alana Castrique | 8 de maig de 1999      | Lotto Soudal Ladies (2021)               |  |
| Morgane Coston | 28 de desembre de 1990 | Arkéa Pro Cycling Team (2022)            |  |
| Séverine Eraud | 24 de febrer de 1995   | Stade Rochelais Charente-Maritime (2022) |  |
| Valentine Fortin | 24 de abril de 1999    | St Michel-Auber 93 (2021)                |  |
| Špela Kern | 24 de febrer de 1990   | Massi Tactic (2022)                      |  |
| Clara Koppenburg | 3 de agost de 1995     | Rally Cycling (2021)                     |  |
| Rachel Neylan | 9 de març de 1982      | Parkhotel Valkenburg (2021)              |  |
| Gabrielle Pilote Fortin | 26 de abril de 1993    | Massi Tactic (2021)                      |  |
| Josie Talbot | 9 de agost de 1996     | Farto-BTC (2022)                         |  |
| Lise Ménage (1 de ago–31 de des, aprenent) | 26 de agost de 2004    |                                          |  |
| Julie Bego (1 de ago–31 de des, aprenent) | 9 de gener de 2005     | Chambéry Cyclisme Compétition (2023)     |  |
| |                        |                                          |  |
| Font: ProCyclingStats |                        |                                          |  |

| \| Llista de l'equip 2022 \| Llista de l'equip 2022 \| Llista de l'equip 2022 \| Llista de l'equip 2022 \| \| Ciclista \| Data de naixement \| Equip previ \| \| \| ---------------------------------------- \| ---------------------- \| --------------------------------- \| ---------------------- \| \| Martina Alzini \| 10 de febrer de 1997 \| Valcar-Travel & Service (2021) \| \| \| Victoire Berteau \| 16 de agost de 2000 \| Doltcini-Van Eyck-Proximus (2021) \| \| \| Alana Castrique \| 8 de maig de 1999 \| Lotto Soudal Ladies (2021) \| \| \| Valentine Fortin \| 24 de abril de 1999 \| St Michel-Auber 93 (2021) \| \| \| Cédrine Kerbaol \| 15 de maig de 2001 \| Arkéa Pro Cycling Team (2021) \| \| \| Clara Koppenburg \| 3 de agost de 1995 \| Rally Cycling (2021) \| \| \| Sandra Levenez \| 5 de juliol de 1979 \| Arkéa Pro Cycling Team (2021) \| \| \| Pernille Mathiesen (1 de gen–15 de juny) \| 5 de octubre de 1997 \| Jumbo-Visma Women Team (2021) \| \| \| Rachel Neylan \| 9 de març de 1982 \| Parkhotel Valkenburg (2021) \| \| \| Olivia Onesti \| 6 de desembre de 2003 \| Starcasino CX Team (2021) \| \| \| Gabrielle Pilote Fortin \| 26 de abril de 1993 \| Massi Tactic (2021) \| \| \| \| \| \| \| \| Font: UCI \| \| \| \| |                       |                                   |  |
| Llista de l'equip 2022 |                       |                                   |  |
| Ciclista | Data de naixement     | Equip previ                       |  |
| Martina Alzini | 10 de febrer de 1997  | Valcar-Travel & Service (2021)    |  |
| Victoire Berteau | 16 de agost de 2000   | Doltcini-Van Eyck-Proximus (2021) |  |
| Alana Castrique | 8 de maig de 1999     | Lotto Soudal Ladies (2021)        |  |
| Valentine Fortin | 24 de abril de 1999   | St Michel-Auber 93 (2021)         |  |
| Cédrine Kerbaol | 15 de maig de 2001    | Arkéa Pro Cycling Team (2021)     |  |
| Clara Koppenburg | 3 de agost de 1995    | Rally Cycling (2021)              |  |
| Sandra Levenez | 5 de juliol de 1979   | Arkéa Pro Cycling Team (2021)     |  |
| Pernille Mathiesen (1 de gen–15 de juny) | 5 de octubre de 1997  | Jumbo-Visma Women Team (2021)     |  |
| Rachel Neylan | 9 de març de 1982     | Parkhotel Valkenburg (2021)       |  |
| Olivia Onesti | 6 de desembre de 2003 | Starcasino CX Team (2021)         |  |
| Gabrielle Pilote Fortin | 26 de abril de 1993   | Massi Tactic (2021)               |  |
| |                       |                                   |  |
| Font: UCI |                       |                                   |  |